# Spoorlijn Stockholm - Sundsvall
De spoorlijn Stockholm - Sundsvall, ook bekend als (Zweeds: Ostkustbanan) is een Zweedse spoorlijn in de provincies Stockholms län, Uppsala län, Gävleborgs län en Västernorrlands län.

## Geschiedenis
Het traject werd in fases geopend:
- Statens Järnvägar (SJ)

Het traject tussen Stockholm en Uppsala werd als onderdeel van de Norra stambanan tussen Stockholm en Storvik op 20 september 1866 geopend.
- Gävle - Dala Järnväg (GDJ)

Het traject tussen Uppsala en Gävle werd in december 1874 geopend.
- Ostkustbanan (OKB)

Het traject tussen Gävle en Härnösand werd op 31 oktober 1927 als Ostkustbanan geopend.

## Treindiensten

### SJ
De Statens Järnvägar verzorgt het personenvervoer op dit traject met X 2000 treinen. De treindienst werd uitgevoerd met treinstellen van het type X 2.
- 41: Östersund C - Ånge - Gävle C - Uppsala C - Stockholm C
- 51: Uppsala C - Stockholm C

De Statens Järnvägar verzorgt vanaf juli 2008 het personenvervoer op dit traject met slaap treinen.
- 40: Luleå C - Boden C (K) - Umeå C (K) - Vännäs - Ånge - Gävle C - Uppsala C - Stockholm C / Gävle C - Avesta Krylbo - Västerås C - Örebro C - Hallsberg - Skövde C - Herrljunga - Göteborg C

### A-Train AB
De A-Train AB verzorgt het personenvervoer op dit traject met Arlanda Express treinen. De treindienst wordt uitgevoerd met treinstellen van het type X 3.
- 46: Stockholm - Luchthaven Stockholm-Arlanda

### Veolia
De Veolia verzorgde tot juli 2008 het personenvervoer op dit traject met slaap treinen.
- 40: Luleå C - Boden C (K) - Umeå C (K) - Vännäs - Ånge - Gävle C - Uppsala C - Stockholm C / Gävle C - Avesta Krylbo - Västerås C - Örebro C - Hallsberg - Skövde C - Herrljunga - Göteborg C

### Storstockholms Lokaltrafik
De Storstockholms Lokaltrafik verzorgt in opdracht van de provincie Stockholms län het personenvervoer op dit traject met Pendeltåg stoptreinen. De treindienst wordt uitgevoerd met treinstellen van het type X 1, X 10 en inmiddels afgevoerde X 420. Vanaf 2005 werden een aantal van deze treinstellen vervangen door treinstellen van het type Coradia Nordic X 60.
- 108: Märsta - Stockholm C - Södertälje centrum
- 111: Bålsta - Stockholm C - Västerhaninge - Nynäshamn

## Aansluitingen
In de volgende plaatsen was of is er een aansluiting van de volgende spoorwegmaatschappijen:

### Stockholm

#### Stockholm Centraal

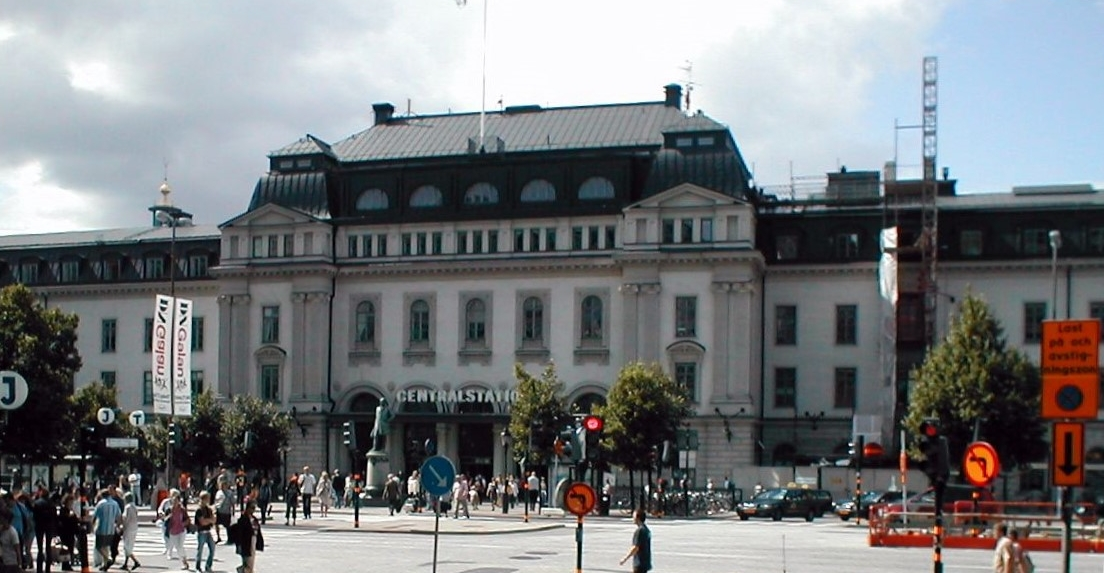
De hoofdingang van Stockholm Centraal aan de Vasagatan

Het Stockholm C is gelegen in het stadsdeel Norrmalm.
- Sammanbindningsbanan spoorlijn tussen Stockholm C en Stockholms Södra
  - Västra stambanan spoorlijn tussen Stockholm C en Göteborg C
- Mälarbanan spoorlijn tussen Stockholm C via Västerås naar Örebro
  - Arlandabanan spoorlijn tussen Stockholm over de Ostkustbanan naar Luchthaven Stockholm-Arlanda
- Citybanan toekomstige spoortunnel tussen Tomteboda en Stockholm Södra  traject J35 en J36

- Stockholm - Västerås - Bergslagens Järnvägar (SWB) spoorlijn tussen Stockholm C en Enköping en verder
- Storstockholms Lokaltrafik  traject J35 en J36
- T-Bana

### Upplands Väsby
- Arlandabanan spoorlijn van en naar Luchthaven Arlanda

### Uppsala
- Dalabanan spoorlijn tussen Uppsala en Mora

### Gävle C
- Norra stambanan spoorlijn tussen Storvik en Ånge en aftakking tussen Gävle en Ockelbo naar Ånge
- Bergslagsbanan spoorlijn tussen Gävle C en Kil en aftakking tussen Ställdalen en Frövi

### Hudiksvall
- Dellenbanan spoorlijn tussen Ljusdal en Hudiksvall

### Sundsvall
- Mittbanan spoorlijn tussen Storlien en Sundsvall
- Ådalsbanan spoorlijn tussen Sundsvall en Långsele
- Sundsvall spårvägar voormalige stadstram in Sundsvall (1910 / 1952)

## ATC
Het traject voorzien van het zogenaamde Automatische Tågkontroll (ATC).

## Elektrische tractie
Het traject werd geëlektrificeerd met een spanning van 15.000 volt 16 2/3 Hz wisselstroom.